# Ítreksjóð
Ítreksjóð är enligt en av de tulor som i några handskrifter av Snorres Edda följer efter Skáldskaparmál en av Odens söner. Namnet  omtalas inte någon annanstans, men är intressant därför att det är konstruerat som ett patronymikon. Jóð är ett poetiskt ord för ”barn”. Om Ítreksjóð är en av Odens söner, måste Ítrekr vara Oden.
Detta skulle kunna kasta ljus över en av Heidreksgåtornas strofer, som finns i tionde kapitlet av Hervarar saga. Gåtan lyder i Hauksbóksvarianten så här:
| Vilka raska svenner rida till tings och äro då sexton samman? Sina ringbrynjekämpar runt rikena sända de att bostad bygga åt sig. | Hverir eru þeir þegnar, er ríða þingi at ok eru sextán saman, lýði sína senda þeir lǫnd yfir at byggja bólstaði. |  |

”Det är konung Ítreks brädspel” lyder det korta svaret på gåtan. Men i några handskrifter omtalas namnet på båda spelarna: ”Det är Ítrekr och Andaðr när de sitter vid sitt bräde.” Vilket brädspel som avses är oklart, även om hnefatafl är en vanlig gissning. De ”raska svennerna” är antagligen spelbrickor, och att de ′bygger sig bostad′ betyder väl att de söker ”sätta sig fast på brädet utan att bli utslagna av motparten.”
Filologen Hjalmar Falk emenderade Ítrekr till *Ítrrekr, med betydelsen ”den härlige kungen”. Namnet Andaðr översatte han ”motkungen” och noterade att det i tulorna är ett jättenamn. Namnet har också varianterna Ǫnduðr och Ǫndóttr (”den förskräcklige”) som förekommer i de sena, versifierade svaren till Heidreksgåtorna.
Eftersom Oden spelar mot en jätte har spelet uppfattats som symbol för den ständigt pågående kampen mellan gudar och jättar. Inom mytologin omtalas gudarnas brädspel också i Vǫluspá; först i samband med urtidens mytiska guldålder då gudarna sorglöst spelade bräde, sedan i samband med den framtida guldåldern efter Ragnarök då en ny värld har stigit ur havet och åkrarna växer osådda. Då kommer de gudar som överlevt att återfinna sina gyllene spelbrickor. Världen är ny, men det är de gamla brickorna som hittas i gräset och spelet kan börja på nytt, kanske med Ítreksjóð (Balder?) vid brädet.
Åke Ohlmarks gav dock en annorlunda tolkning av strofen i kommentaren till sin översättning av Heidreksgåtorna. Namnet Ítrekr ansåg han komma från ítreka (”ideligen upprepa”) och ítrekan (”upprepning”). Andaðr översatte han ”död”; avlett av verbet andast (”avlida, dö”). ”Alltså”, skriver han, ”ett brädspel mellan en mycket ivrig, ideligen försökande, och en passiv, ′död′. Här uppträda de båda typerna som två kvasimytiska figurer. Kanske är det den gamla historien om brädspelet med döden, som går igen?”